# مورا بوكانان
مورا بوكانان (بالإنجليزية: Maura Buchanan)‏ هي ممرضة بريطانية، ولدت في القرن العشرين.